# Sabotage (rapero)
Sabotage, nombre artístico de Mauro Mateus dos Santos (13 de abril de 1973 - 24 de enero de 2003) fue un cantante brasileño de rap y hip hop. Fue asesinado en el 24 de enero de 2003 con 4 tiros, por antigos conflictos relacionados con el tráfico de drogas. Destacaba por un potente y característico flow, así como por emplear frecuentemente jerga originaria de las favelas y suburbios de la capital paulista. Solía mencionar los defirentes barrios de São Paulo en sus canciones.

## Canciones  populares
- 1997: Supervisionando a Sociedade
- 1999: Rap é Compromisso!
- 2002: Uma Luz que Nunca Irá se Apagar
- 2008: Rap é o Hino Que me Mantem Vivo

## Premios
| Año  | Premio       | Categoría                                  | Ref   |
| ---- | ------------ | ------------------------------------------ | ----- |
| 2002 | Prêmio Hutúz | Revelación                                 | [ 3 ] |
| 2002 | Prêmio Hutúz | Persona del Año                            | [ 3 ] |
| 2009 | Prêmio Hutúz | Las principales conclusiones de una década | [ 4 ] |
| 2009 | Prêmio Hutúz | Mayor solistas de la década                | [ 4 ] |